# Квирнхајм
Квирнхајм (њем. Quirnheim) општина је у њемачкој савезној држави Рајна-Палатинат. Једно је од 48 општинских средишта округа Бад Диркхајм. Према процјени из 2010. у општини је живјело 734 становника. Посједује регионалну шифру (AGS) 7332042.

## Географски и демографски подаци
Квирнхајм се налази у савезној држави Рајна-Палатинат у округу Бад Диркхајм. Општина се налази на надморској висини од 310 метара. Површина општине износи 4,4 km². У самом мјесту је, према процјени из 2010. године, живјело 734 становника. Просјечна густина становништва износи 165 становника/km².